# Alija Bet

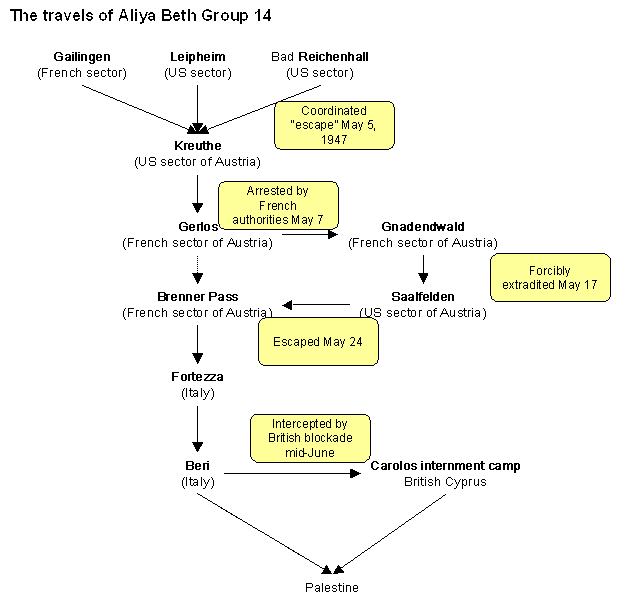
Schemat organizacyjny Alija Bet

Alija Bet (hebr. 'עלייה ב; dosłownie: Wstąpienie Bet) – nielegalna imigracja Żydów do Palestyny w okresie II wojny światowej oraz w ostatnich latach istnienia Brytyjskiego Mandatu Palestyny.
Nazwa Alija Bet („bet” to druga litera w alfabecie hebrajskim) odnosi się do wojennej fali żydowskiej imigrantów napływających do Palestyny, pomimo ówczesnego sprzeciwu brytyjskich władz mandatowych, co stanowi analogię do nazwy Alija Alef (litera „alef” jest pierwszym znakiem hebrajskiego alfabetu), która określa wcześniejsze fale tej migracji.

## Historia
Szósta fala żydowskich imigrantów przybywała do Palestyny w latach 1941–1947. W tej szóstej alii przybyli nieliczni, którym udało się uciec przed zagładą w Europie.
Podczas tej alii doszło do kilku dramatów:
- 12 grudnia 1940 roku zatonął podczas sztormu mały bułgarski statek „Car Krum” z 327 uchodźcami na pokładzie. Przeżyło 223 ludzi, w tym 66 dzieci. Zostali oni przewiezieni do Stambułu i deportowani do Bułgarii[1].
- 24 lutego 1942 roku statek „Struma” został zatopiony przez sowiecki okręt podwodny „SZCZ-213”. „Struma” płynęła pod flagą Panamy. Uratowano jednego rozbitka.
- 3 sierpnia 1944 roku statek „Mafkura” (lub „Mefkure”) został zatopiony przez sowiecki okręt podwodny „SC-215”. Z 350 ludzi ocalało zaledwie 5.

W lipcu 1947 roku brytyjskie okręty wojenne zatrzymały u wybrzeży Palestyny statek „Exodus 1947” z 4,5 tysiącami żydowskich uchodźców na pokładzie. Statek został zmuszony do zawrócenia do portu w Marsylii we Francji. Następnie popłynął do Hamburga w Niemczech, gdzie policja siłą zmusiła Żydów do opuszczenia statku. Uwaga opinii publicznej świata była skupiona na ich dramacie.